# 洛雷托广场

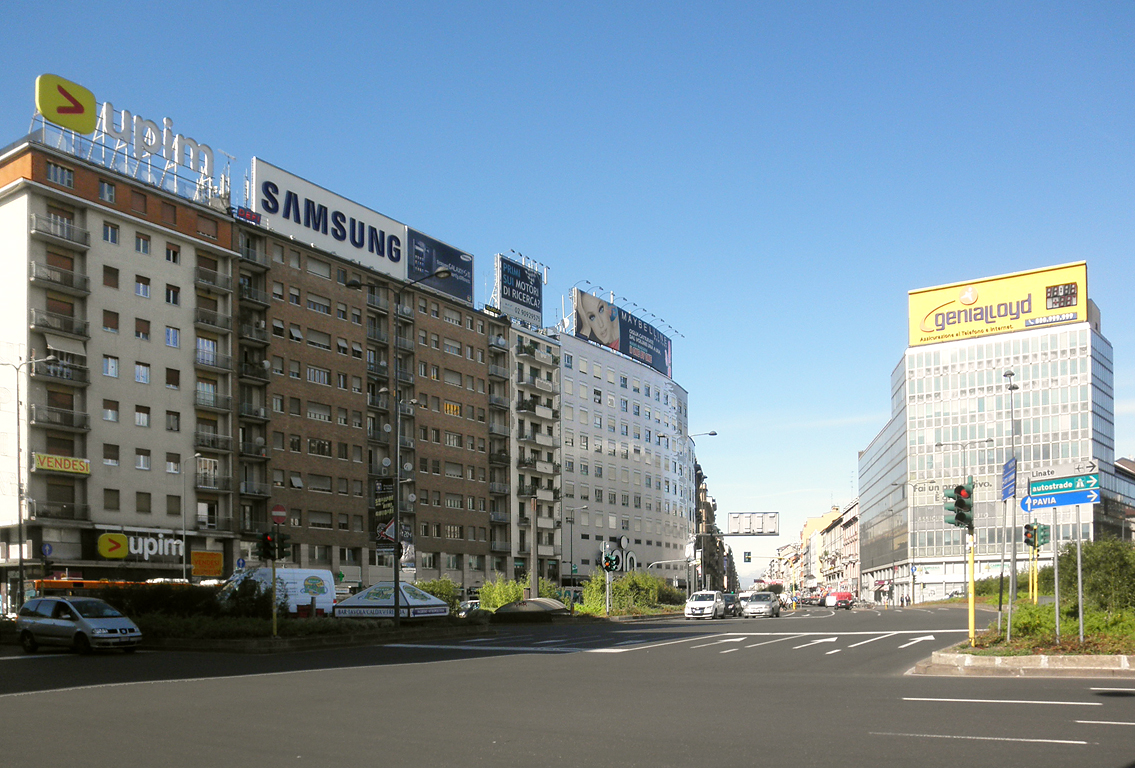
洛雷托广场

洛雷托广场（Piazzale Loreto）是意大利米兰的一个城市广场，位于3区，沿外环线，布宜诺斯艾利斯大街、蒙扎大道、阿布鲁齐大道、波尔波拉路等交汇于此，为重要交通枢纽。它得名于同一地点的旧村庄名。 該廣場位於外環路上，是城市交通的重要樞紐，同時也是洛雷托地鐵站的所在地。
洛雷托广场是第二次世界大战中两个重要事件的发生地点。1945年4月29日，贝尼托·墨索里尼、克拉拉·贝塔西和几名意大利社会共和国高级官员被执行死刑后，尸体被运到洛雷托广场，布宜诺斯艾利斯大街街角，倒吊在一个加油站顶上暴尸示众。1944年8月10日，在同一地点，法西斯曾悬挂15名米兰平民的尸体（所谓“洛雷托广场屠杀”）。